# Moritz Seebeck

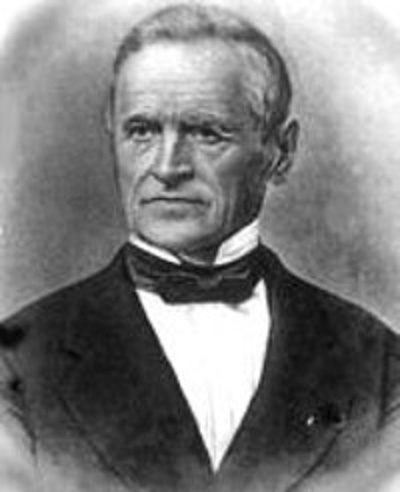
Moritz Seebeck

Karl Julius Moritz Seebeck (* 8. Januar 1805 in Jena; † 7. Juni 1884 ebenda) war Pädagoge, Geheimer Staatsrat, Konsistorialrat und Kurator der Universität Jena.

## Leben
Seebeck wurde als Sohn des Physikers Thomas Johann Seebeck in Jena geboren. Nach dem Studium am Boeckschen Seminar in Berlin war er Referendar am Joachimsthaler Gymnasium. 1835 rief man Seebeck als Gymnasialdirektor nach Meiningen, um das höhere Schulwesen im Herzogtum Sachsen-Meiningen zu reformieren. Gleichzeitig war er 1835/44 der Erzieher und Lehrer des Erbprinzen Georg, dem späteren Herzog Georg II., den er auch zu dessen Studium nach Bonn begleitete. Anlässlich der Konfirmation des Prinzen 1842 ernannte ihn die Stadt Meiningen zum Ehrenbürger. 1846 übernahm Seebeck die Stelle als Vizekonsistorialdirektor in Hildburghausen, die er zwei Jahre später wieder aufgab und nach Meiningen zurückkehrte.

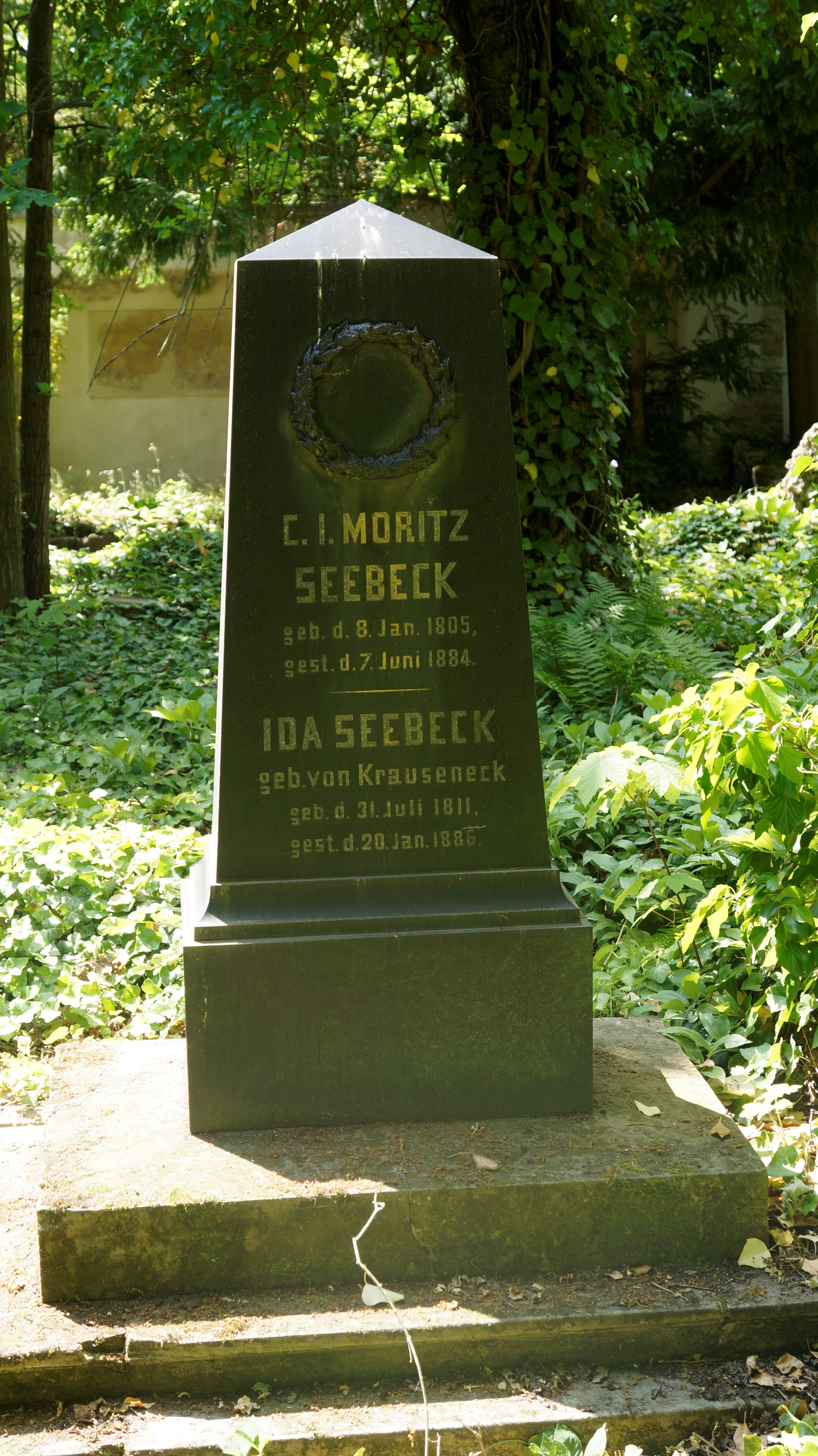
Grabmal Moritz und Ida Seebeck, geb. von Krauseneck, auf dem Jenaer Johannisfriedhof

1848 wurde Seebeck Bevollmächtigter von Sachsen-Meiningen bei der provisorischen Zentralgewalt in Frankfurt am Main, wo er politische Erfahrungen sammeln konnte. 1849 trat Seebeck dann als Bevollmächtigter der thüringischen Staaten beim Verwaltungsrat in Berlin und Geheimer Staatsrat in den Staatsdienst von Weimar ein. Nach seiner politischen Tätigkeit war er von 1851 bis 1877 Kurator an der Sachsen-ernestinischen Gesamtuniversität Jena. Er setzte sich für eine starke und stetige wissenschaftliche Entwicklung der Universität ein. Für seine Verdienste um die Stadt Jena und für die Förderung und finanzielle Absicherung der Universität verlieh ihm die Stadt Jena 1858 die Ehrenbürgerschaft.
In Jena ist die „Moritz-Seebeck-Straße“ und in Meiningen-Jerusalem seit 1990 die „Moritz-Seebeck-Allee“ nach ihm benannt.

## Familie
Seebeck war mit Ida Albertine, geborene von Krauseneck (* 31. Juli 1811 in Potsdam; † 20. Januar 1886 in Bremen) verheiratet. Sie war die Tochter des späteren preußischen Generals der Infanterie Wilhelm von Krauseneck. Aus der Ehe ging u. a. der spätere General der Infanterie und 1871 in den Adelsstand erhobene Sohn August von Seebeck hervor.